# Władimir Barmin
Władimir Pawłowicz Barmin, ros. Владимир Павлович Бармин (ur. 4 września?/17 września 1909 w Moskwie, zm. 17 lipca 1993 tamże) – radziecki naukowiec, specjalista w dziedzinie mechaniki i budowy maszyn.
Od 1958 roku członek korespondent, a od 1966 roku akademik Akademii Nauk ZSRR.

## Nagrody i odznaczenia
- Bohater Pracy Socjalistycznej 1956;
- Nagroda Państwowa ZSRR 1967, 1977 i 1985;
- Nagroda Leninowska 1957;
- Order Kutuzowa I stopnia 1945;
- Order Lenina 1943, 1956, 1959, 1961, 1969, 1979;
- Order Rewolucji Październikowej 1971;
- Order Czerwonego Sztandaru Pracy  1944 i 1975;
- Nagroda Stalinowska I stopnia  1943[2];
- Medal „Weteran pracy” 1972.